# Klaus Lederer (Politiker)

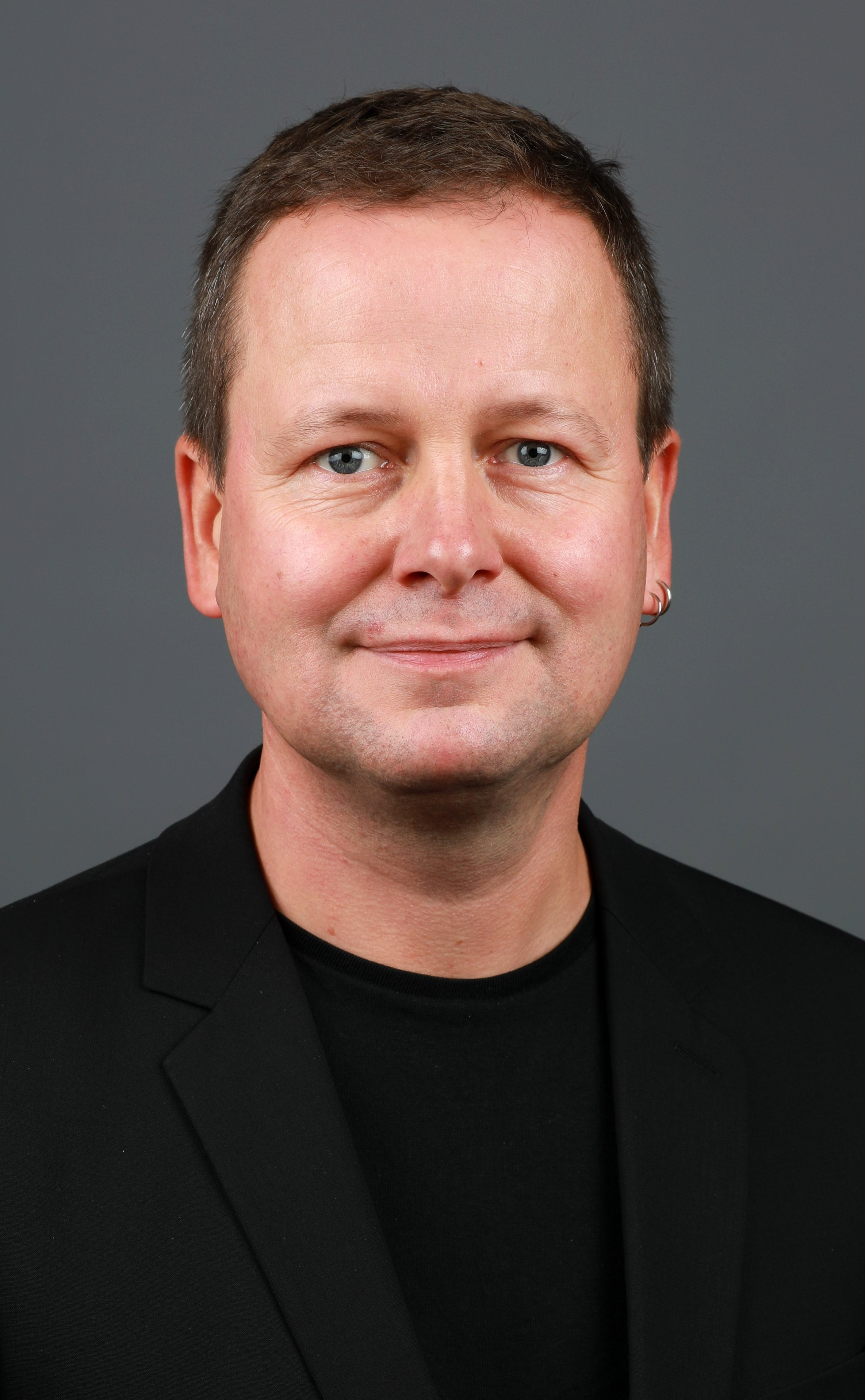
Klaus Lederer (2017)

Klaus Lederer (* 21. März 1974 in Schwerin) ist ein deutscher Politiker (parteilos, bis 2024 Die Linke, zuvor PDS). Er war vom 8. Dezember 2016 bis zum 27. April 2023 Bürgermeister von Berlin sowie Senator für Kultur und Europa. Vom 30. Juni 2007 bis 10. Dezember 2016 war er Berliner Landesvorsitzender seiner Partei, nachdem er bereits seit Dezember 2005 Landesvorsitzender der Linkspartei.PDS gewesen war. Er war Spitzenkandidat der Partei Die Linke zur Wahl des Berliner Abgeordnetenhauses am 18. September 2016, am 26. September 2021 und am 12. Februar 2023.

## Leben

### Jugend und Studium
Lederer wuchs in Frankfurt (Oder) auf und ging dort zur Polytechnischen Oberschule, bis er 1988 mit seinen Eltern nach Berlin-Hohenschönhausen zog. Mit dem Umzug wechselte er zur Heinrich-Hertz-Oberschule in Berlin-Friedrichshain, einer EOS mit mathematisch-naturwissenschaftlicher Ausrichtung, ab 1990 Gymnasium. Diese beendet er 1992 mit dem Abitur. Danach betätigte er sich ein Jahr lang in der Jugendsozialarbeit. Obwohl er auch bekannte, dass er einmal Astrophysiker werden wollte, nahm er ein Studium der Rechtswissenschaften an der Humboldt-Universität zu Berlin auf, das er 1998 mit der 1. Juristischen Staatsprüfung abschloss. Nach dem Studium leistete er ein Jahr Zivildienst in der Seniorenbetreuung. Danach arbeitete er an seiner Dissertation über die Privatisierung im Wassersektor an der Juristischen Fakultät der Humboldt-Universität, wo er 2004 promoviert wurde. Für seine Doktorarbeit erhielt Lederer im Februar 2005 den Carl-Goerdeler-Preis von der Carl und Anneliese Goerdeler-Stiftung Leipzig und dem Deutschen Institut für Urbanistik sowie den John-Desmond-Bernal-Preis der Rosa-Luxemburg-Stiftung Brandenburg. Im Februar 2006 bestand er das 2. Juristische Staatsexamen.

### Partei

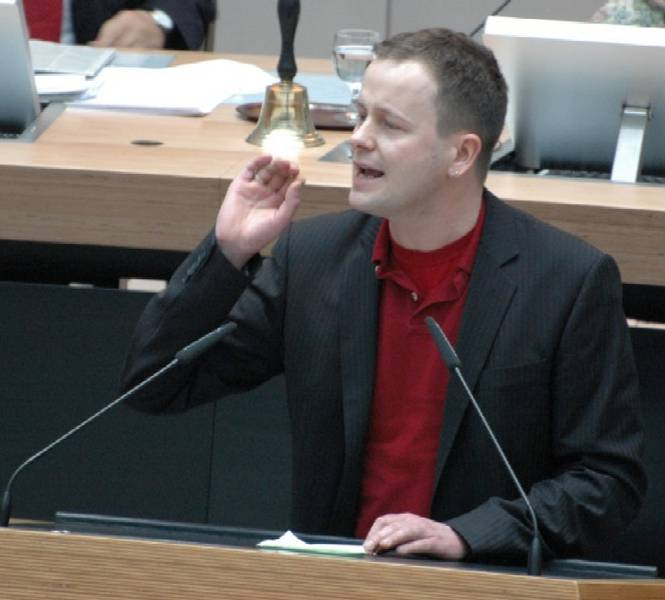
Klaus Lederer (2010)

1992 trat Lederer der PDS bei. Für sie gehörte er von 1992 bis 1995 dem Jugendhilfeausschuss des damaligen Bezirks Mitte an. 1995 wurde er Bezirksverordneter und stellvertretender Fraktionsvorsitzender der PDS im Bezirk Prenzlauer Berg, wohin er inzwischen umgezogen war. Von 1997 bis 2003 war er Mitglied der Bundesschiedskommission der PDS. Im Jahr 2000 wurde er stellvertretender Bezirksvorsitzender der PDS im Bezirk Pankow, 2003 stellvertretender Landesvorsitzender.
Im Dezember 2005 löste Lederer Stefan Liebich als Landesvorsitzender der Linkspartei.PDS ab. Auf dem Landesparteitag erhielt er knapp 90 Prozent der Stimmen. Im Juni 2007 wurde er mit knapp 80 Prozent der Delegiertenstimmen zum ersten Landesvorsitzenden des neu gegründeten Berliner Landesverbandes der Partei Die Linke gewählt. Im Dezember 2008 wurde er mit 73 Prozent der Stimmen als Vorsitzender bestätigt. Umstritten war sein Auftritt auf einer Solidaritätskundgebung für Israel am 11. Januar 2009 aus Anlass des Gazakrieges. Die Kommunistische Plattform der Linkspartei kritisierte den Redebeitrag in einem offenen Brief. Zu den Bundestagswahlen 2009 und 2013 trat Lederer als Direktkandidat im Bundestagswahlkreis Berlin-Mitte an, konnte aber kein Bundestagsmandat erreichen.
Innerhalb der Partei arbeitete Lederer im Forum demokratischer Sozialismus mit und war ab 2012 Mitglied des Bundesvorstands. Er sprach sich als einer der wenigen prominenten Linken-Politiker nach dem russischen Angriff für Waffenlieferungen an die Ukraine und für eine „funktionierende Verteidigungsarmee“ aus.
Lederer trat am 23. Oktober 2024 zusammen mit Elke Breitenbach, Carsten Schatz, Sebastian Schlüsselburg und Sebastian Scheel nach einem Eklat über Antisemitismus während des Krieges in Israel und Gaza aus seiner Partei aus. Er blieb jedoch Mitglied der Linksfraktion im Berliner Abgeordnetenhaus.

### Öffentliche Ämter

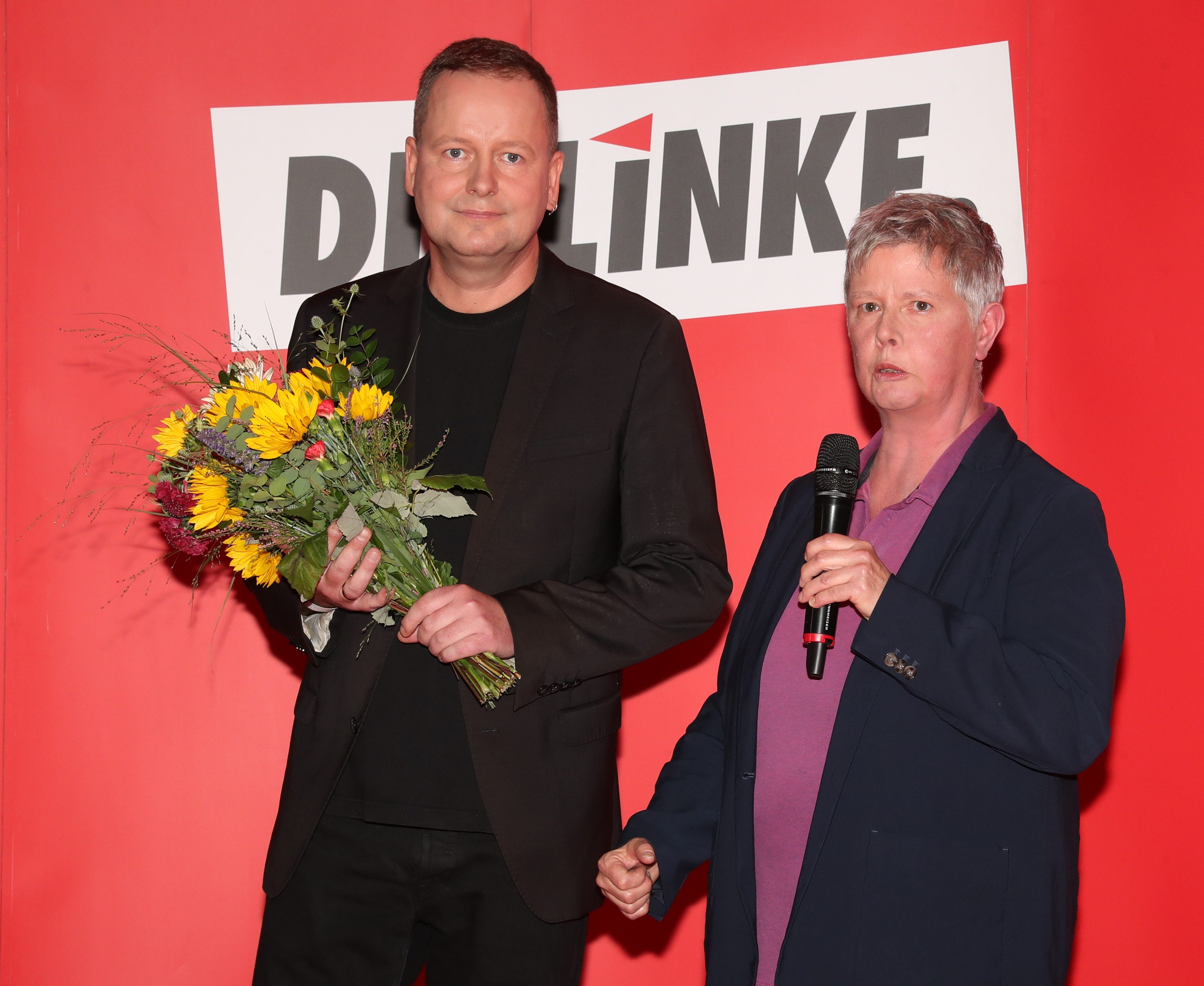
Lederer zusammen mit Katina Schubert am Wahlabend (2021)

Seit 2003 ist er Mitglied des Berliner Abgeordnetenhauses, wo er zunächst als Nachrücker den Platz von Harald Wolf einnahm, der zum Jahreswechsel 2002/03 Wirtschaftssenator in Berlin geworden war. Lederer war rechtspolitischer Sprecher der Linksfraktion und Mitglied des Ausschusses für Verfassungs- und Rechtsangelegenheiten, Immunität und Geschäftsordnung.
Mit Antritt des rot-rot-grünen Senats am 8. Dezember 2016 übernahm Lederer das Amt des Bürgermeisters und Kultur- und Europasenators in der von Michael Müller (SPD) geführten Landesregierung. Er hatte das Amt ab dem 21. Dezember 2021 auch im Senat Giffey inne. 
Im Zuge der Bildung des Senats Wegner Ende April 2023 schied er aus dem Amt aus. In der Linksfraktion ist er seit 2023 Sprecher für Queerpolitik und Drogenpolitik. Lederer ist Mitglied des Ausschusses für Gesundheit und Pflege.

### Privates
Lederer lebt in Prenzlauer Berg, ist Mitglied der Initiative Queer Nations und nahm im Zuge der Queer-Nations-Konferenz 2007 an der Parada Równości in Warschau teil. Mit der am Prenzlauer Berg beheimateten A-cappella-Combo Rostkehlchen trat er mehrmals auf und produzierte im Jahr 2002 eine CD, wo er als Tenor Lieder der DDR-Punk-Band Feeling B im Stil der Zwanziger Jahre einspielte.
Am 5. Juni 2009 ist er mit seinem langjährigen Lebensgefährten eine eingetragene Lebenspartnerschaft nach dem Lebenspartnerschaftsgesetz (LPartG) eingegangen. Im August 2018 wandelten beide diese nach § 20a LPartG in eine Ehe um.

## Kontroversen

### Kontroverse um Andrej Holm
Nachdem Andrej Holm Anfang Dezember 2016 auf Vorschlag der damaligen Senatorin für Stadtentwicklung und Wohnen Katrin Lompscher (Die Linke) zum Staatssekretär für Wohnen im Senat von Berlin berufen worden war und besonders von Hubertus Knabe öffentlich kritisiert worden war, dass Holm seine frühere Tätigkeit als Hauptamtlicher Mitarbeiter beim MfS der Humboldt-Universität und der Öffentlichkeit verschwiegen hatte, distanzierte sich Lederer vorsichtig von Holm.

### Kontroverse um Hohenschönhausen
Als Kultursenator war Lederer auch Vorsitzender des Stiftungsrats der Gedenkstätte Berlin-Hohenschönhausen. Im September 2018 wurde der Historiker Hubertus Knabe als deren Direktor vom Stiftungsrat einstimmig gekündigt und von seinem Amt freigestellt, da dieser Vorwürfen gegen seinen Stellvertreter wegen übergriffigen Verhaltens und sexueller Belästigung nicht glaubwürdig nachgegangen sein soll. Knabe bestritt die Anschuldigungen und erhob Klage gegen seine Entlassung. Drei Mitglieder des Stiftungsbeirates traten aufgrund der Kündigung aus Protest zurück. Eine von Knabe erwirkte Einstweilige Verfügung des Berliner Landgerichtes gegen die Freistellung wurde am folgenden Werktag wieder außer Vollzug gesetzt. Die CDU war in der Angelegenheit gespalten: Während der ehemalige DDR-Bürgerrechtler und Bundestagsfraktionsvize Arnold Vaatz Lederers Rücktritt forderte, wünschte sich Dieter Dombrowski, Bundesvorsitzender der Union der Opferverbände Kommunistischer Gewaltherrschaft und Mitglied im Stiftungsrat, „dass diejenigen in der Union, die sich für Herrn Knabe engagieren, mit der Hälfte dieses Engagements auch die Interessen von tausenden SED-Geschädigten zur Kenntnis nehmen“ würden. Sven Felix Kellerhoff von Die Welt bezweifelte die Rechtsstaatlichkeit von Lederers Handeln und fühlte sich an den „Stalinismus“ erinnert. Der stellvertretende Chefredakteur Alexander Fröhlich wertete im Tagesspiegel den Vorgang nicht als „späte Rache des alt-kommunistischen Milieus“, sondern würdigte Knabes Verdienste um die Gedenkstätte einerseits, hielt ihm aber andererseits Scheitern bezüglich der Belästigungsvorwürfe vor. Im Dezember 2018 einigten sich Knabe und der Stiftungsrat auf einen Vergleich. Der Journalist Gunnar Schupelius warf Lederer wegen dieses Vorfalls vor, aggressiv gegen die Aufarbeitung der DDR-Vergangenheit vorzugehen. Der vom Berliner Abgeordnetenhaus hierzu eingesetzte parlamentarische Untersuchungsausschuss stellte in seinem Abschlussbericht vom 18. August 2021 mit den Stimmen der Regierungsfraktionen gegen die Vertreter der Opposition fest, dass die Entlassung Knabes weder politisch motiviert gewesen noch auf eine „Intrige“ Lederers zurückzuführen gewesen sei. Allerdings lagen dem Ausschuss dringend benötigte Unterlagen nicht vor, um die geladenen Zeugen sachgerecht befragen zu können. Weiterhin zeigen von der Welt am Sonntag eingesehene Dokumente, dass Lederer schon seit seinem Amtsantritt im Dezember 2016 intern nach Gründen gesucht habe, Knabe disziplinarrechtlich zu belangen. Lederer selbst schließt nicht aus, falsche Angaben im Untersuchungsausschuss gemacht zu haben. Bereits 2013 hatte er Knabe als „Ewiggestrigen“ bezeichnet.

### Entwicklung des Checkpoint Charlie
Lederer kündigte im August 2018 an, dass gemäß dem Koalitionsvertrag in einem geplanten Bürogebäude am Checkpoint Charlie ein Museum über die Zeit der deutschen Teilung und des Kalten Krieges entstehen solle. Nachdem Alexandra Hildebrandt, die Leiterin des dort privat betriebenen Mauermuseums, in Bezug auf das Vorhaben über den Twitteraccount des Museums Lederers Rücktritt forderte und ihn als Kommunisten bezeichnete, dessen Partei Hildebrandts Mitstreiter im Kalten Krieg „erschossen und exekutiert“ habe, blockte Lederer das Museum auf seinem Twitterkanal unter Bezug auf die Netiquette.

## Schriften
- Mit links die Welt retten. Für einen radikalen Humanismus  Kanon Verlag, Berlin 2024, ISBN 978-3-98568-110-5.
- mit Karsten Krampitz (Hrsg.): Schritt für Schritt ins Paradies. Handbuch zur Freiheit. Karin Kramer Verlag, Berlin 2013, ISBN 978-3-87956-374-6.
- mit Hans Luft: Muss denn alles privatisiert werden? (= Pankower Vorträge 039) Helle Panke, Berlin 2001.